# Dawn of Possession
Dawn of Possession – pierwszy album studyjny amerykańskiej deathmetalowej grupy Immolation, który ukazał się 19 lipca 1991 roku nakładem Roadrunner Records. Okładkę zaprojektował Andreas Marschall. Producentem Dawn of Possession jest Harris Johns, właściciel berlińskiego studia Musiclab, który współpracował z takimi zespołami, jak: Sodom (Persecution Mania), Voivod (Killing Technology) czy Pestilence (Consuming Impulse). Kolejny album studyjny Immolation ukazał się dopiero w lutym 1996 roku nakładem Metal Blade.

## Lista utworów
1. "Into Everlasting Fire (Immolation) – 5:15
2. "Despondent Souls (Immolation) – 4:15
3. "Dawn of Possession (Immolation) – 3:07
4. "Those Left Behind (Immolation) – 5:14
5. "Internal Decadence (Immolation) – 3:04
6. "No Forgiveness (Without Bloodshed) (Immolation) – 4:12
7. "Burial Ground (Immolation) – 3:42
8. "After My Prayers (Immolation) – 5:55
9. "Fall in Disease (Immolation) – 3:52
10. "Immolation (Immolation) – 4:06

## Twórcy
- Ross Dolan – śpiew, gitara basowa
- Robert Vigna – gitara
- Tom Wilkinson – gitara
- Craig Smilowski – perkusja

## Wydania
Opracowano na podstawie materiału źródłowego.
| Rok wydania | Format      | Numer katalogowy | Wytwórnia          |
| ----------- | ----------- | ---------------- | ------------------ |
| 1991        | LP          | RC 9310-1        | Roadrunner Records |
| 1991        | CD          | RC-9310-2        | Roadrunner Records |
| 2003        | CD          | MASS CD 0924     | Metal Mind         |
| 2006        | CD digipack | MASS CD 0953     | Metal Mind         |